# Atorwastatyna
Atorwastatyna – organiczny związek chemiczny, lek należący do grupy syntetycznych statyn. Jest wybiórczym inhibitorem reduktazy 3-hydroksy-3-metylo-glutarylo-koenzymu A (reduktazy HMG-CoA).

## Działanie
Hamuje konwersję HMG-CoA do prekursora steroli, mewalonianu hamując syntezę cholesterolu w wątrobie. W efekcie zmniejsza jego stężenie w komórkach wątrobowych. Rezultatem jest większa ekspresja receptorów dla LDL (wzrasta ich zagęszczenie na komórkach) i większy wychwyt cząstek LDL. Zmniejsza się stężenie cholesterolu całkowitego i cholesterolu LDL. Dodatkowo zmniejszą się również stężenia cholesterolu VLDL, apolipoproteiny B i trójglicerydów. W niewielkim stopniu zwiększy się stężenie cholesterolu HDL.
Atorwastatyna dzięki swemu działaniu zmniejsza występowanie epizodów niedokrwiennych w okresie 16 tygodni po ostrym zespole wieńcowym i zmniejsza ryzyko incydentów sercowo-naczyniowych u osób z nadciśnieniem tętniczym i co najmniej 3 dodatkowymi czynnikami ryzyka naczyniowo-sercowego.

## Farmakokinetyka i farmakodynamika
W 80% wchłania się z przewodu pokarmowego. Dobrze wiąże się z białkami osocza. Ulega efektowi pierwszego przejścia, przez co do ogólnego krwiobiegu dociera 30% dawki. Czas półtrwania wynosi około 14 godzin. Inne statyny mają czas trwania znacznie krótszy, około 3 h.

## Wskazania
Atorwastatynę podaje się w pierwotnej hipercholesterolemii i hiperlipidemii mieszanej z dominującą hipercholesterolemią. Stosuje się go również w rodzinnej homozygotycznej hipercholesterolemii.

## Przeciwwskazania
Nie należy podawać preparatu w czynnej niewydolności wątroby. Nie należy podawać z preparatami mogącymi nasilać ryzyko rabdomiolizy. W szczególności nie zaleca się łączenia leku z fibratami. Stosowanie podczas ciąży było przeciwwskazane ze względu na możliwość uszkodzeń płodu, jednak ponieważ ryzyko takich problemów okazało się niskie, FDA wystąpiło z wnioskiem o zniesienie tego przeciwwskazania. Zaleca się indywidualną analizę korzyści i możliwych szkód dla każdej pacjentki w ciąży. Zaobserwowano też zwiększone ryzyko poronień, jednak zostało wyjaśnione, czy było to związane ze stosowaniem statyn, czy z powodu innych czynników.

## Działania niepożądane
W wielu badaniach zostały zaobserwowano duże problemy z pamięcią po 30 dniach stosowania statyn, w porównaniu z osobami, które nie przyjmowały żadnych leków obniżających poziom cholesterolu. Mogą się pojawić objawy nietolerancji takie jak nudności, biegunki, bóle brzucha, wzdęcia, bóle głowy i bezsenność. W pojedynczych przypadkach zanotowano występowanie rabdomiolizy. Mogą wystąpić podwyższone wartości aminotransferaz.  

## Dawkowanie
Dawka leku wynosi od 10 do 80 mg doustnie, 1 raz dziennie.
Przed rozpoczęciem leczenia i co ok. 3 miesiące należy wykonywać lipidogram, a stężenie cholesterolu LDL powinno być głównym wskaźnikiem skuteczności leczenia. Zmiany dawkowania należy dokonywać w odstępach co najmniej 4 tygodni.
W wypadku niewydolności nerek i u chorych w podeszłym wieku
nie ma potrzeby modyfikacji dawki.
U dzieci 4–17. roku życia leczonych z powodu homozygotycznej hipercholesterolemii rodzinnej stosuje się początkowo 10 mg na dobę i tę dawkę można w razie potrzeby zwiększyć.

## Preparaty
Preparaty dostępne w Polsce (kwiecień 2020): Amlator, Apo-Atorva, Atoris, Atorvagen, Atorvastatin Aurovitas, Atorvastatin Bluefish, Atorvastatin Bluefish AB, Atorvastatin Genoptim, Atorvastatin Vitama, Atorvastatinum 123ratio, Atorvasterol, Atorvox, Atozet, Atrox, Corator, Euvascor, Lambrinex, Larus, Olvastim, Sortis, Storvas CRT, Torvacard, Torvalipin, Triveram, Tulip.